# 開元天宝遺事
『開元天宝遺事』（かいげんてんぽういじ）は、五代十国時代後周の王仁裕が撰した志怪小説。

## 内容
玄宗や楊貴妃などの逸話が記述されている。